# Auguste Lacôte
Pour les articles homonymes, voir Lacôte.
Auguste Lacôte, né le 15 août 1838 à Dun-le-Palleteau (Creuse) et mort le 18 décembre 1899 à Paris, est un homme politique français.

## Biographie
Ouvrier forgeron, il travaille à Paris comme mécanicien à la compagnie des chemins de fer d'Orléans, tout en poursuivant ses études qui lui permettent de devenir pharmacien en 1864 et médecin en 1869. Conseiller général du canton de Dun-le-Palestel en 1877, il est député de la Creuse de 1881 à 1898, siégeant à l'Union républicaine, puis au groupe de la Gauche radicale. 

## Sources
- « Auguste Lacôte », dans Adolphe Robert et Gaston Cougny, Dictionnaire des parlementaires français, Edgar Bourloton, 1889-1891 [détail de l’édition]
- Jean Jolly (dir.), Dictionnaire des parlementaires français, notices biographiques sur les ministres, sénateurs et députés français de 1889 à 1940, Paris, PUF, 1960